# Goldmania
Goldmania – rodzaj ptaków z podrodziny kolibrów (Trochilinae) w rodzinie kolibrowatych (Trochilidae).

## Zasięg występowania
Rodzaj obejmuje gatunki występujące w Panamie i Kolumbii. 

## Morfologia
Długość ciała 8,4–9,5 cm; masa ciała samców 3–4,4 g, samic 3–4 g.

## Systematyka

### Etymologia
- Goldmania: Edward Alphonso Goldman (1873–1946) – mjr US Army, zoolog, działacz ruchu na rzecz ochrony przyrody[5].
- Goethalsia: George Washington Goethals (1858–1928) – płk US Army, szef inżynierów podczas projektowania Kanału Panamskiego w latach 1907–1914, gubernator Strefy Kanału Panamskiego w latach 1914–1916[6]. Gatunek typowy: Goethalsia bella Nelson, 1912.

### Podział systematyczny
Do rodzaju należą następujące gatunki:
- Goldmania violiceps Nelson, 1911 – diamencik modrogłowy
- Goldmania bella (Nelson, 1912) – diamencik rudosterny